# Zweden op het Junior Eurovisiesongfestival 2013
Zweden nam deel aan het Junior Eurovisiesongfestival 2013 in Kiev, Oekraïne. Het was de tiende deelname van het land op het Junior Eurovisiesongfestival. De selectie verliep via het jaarlijkse Lilla Melodifestivalen. SVT was verantwoordelijk voor de Zweedse bijdrage voor de editie van 2013.

## Selectieprocedure
Reeds enkele weken na afloop van het Junior Eurovisiesongfestival 2012 gaf de Zweedse nationale omroep te kennen ook te zullen deelnemen aan de tiende editie van het Junior Eurovisiesongfestival. De selectieprocedure volgde hetzelfde stramien als in 2012. Geïnteresseerden konden een nummer indienen bij Sveriges Television, waarna een vakjury acht finalisten uitkoos.
Lilla Melodifestivalen werd op 6 juni gehouden in het Stockholmse pretpark Gröna Lund. De show werd live uitgezonden op radiozender P4. Juryleden waren Christer Björkman, Carolina Noren en Jan Lundkvist. Uiteindelijk wist Elias Elffors Elfström de nationale finale winnend af te sluiten, waardoor hij zijn vaderland mocht vertegenwoordigen op het Junior Eurovisiesongfestival 2013.

## Finalisten
| Artiest                       | Lied                   | Vertaling                |
| ----------------------------- | ---------------------- | ------------------------ |
| Marta Kolqvist & Mimi Bergman | Var dig själv!         | Wees jezelf!             |
| Mathilda Lindström            | Lycka                  | Geluk                    |
| Elias Elffors Elfström        | Det är dit vi ska      | Dat is waar we heen gaan |
| Klara Sundin                  | Jag är en ros          | Ik ben een roos          |
| Rami Style                    | Nivå från topp till tå | Niveau van top tot teen  |
| Mazen Awad                    | Kämpa                  | Vechten                  |
| Vilhelm Buchaus               | För alltid och en dag  | Voor eeuwig en een dag   |
| Tilda Anvemyr                 | För alltid             | Voor eeuwig              |

## In Kiev
Zweden trad in Oekraïne als eerste land op. Elias eindigde op de negende plaats op 12 deelnemers.
2003 · 2004 · 2005 · 2006 · 2007 · 2008 · 2009 · 2010 · 2011 · 2012 · 2013 · 2014 · 2015-2024
Armenië · Azerbeidzjan · Georgië · Macedonië · Malta · Moldavië · Nederland · Oekraïne · Rusland · San Marino · Wit-Rusland · Zweden